# Timo Helbling
Timo Helbling (* 21. Juli 1981 in Basel) ist ein ehemaliger Schweizer Eishockeyspieler. Er bestritt 728 Spiele in der National League sowie elf in der National Hockey League. Mit der Schweizer Nationalmannschaft nahm er an drei Weltmeisterschaftsturnieren teil.

## Karriere
Timo Helbling begann seine Karriere als Eishockeyspieler in der Nachwuchsabteilung des HC Davos, für dessen Profimannschaft er von 1998 bis 2000 in der Nationalliga A aktiv war. In diesem Zeitraum wurde der Verteidiger im NHL Entry Draft 1999 in der sechsten Runde als insgesamt 162. Spieler von den Nashville Predators ausgewählt. Zunächst spielte er jedoch ein Jahr lang für die Windsor Spitfires, die ihn beim CHL Import Draft 2000 in der ersten Runde an insgesamt 32. Position gezogen hatten, in der kanadischen Juniorenliga Ontario Hockey League. Gegen Ende der Saison 2000/01 lief er zudem in einem Playoff-Spiel für die Milwaukee Admirals in der International Hockey League auf, nachdem ihn die Nashville Predators unter Vertrag genommen hatten. Bis 2004 stand er ausschliesslich in der American Hockey League für die Admirals, die nach Auflösung der IHL in diese Liga gewechselt waren, sowie die Utah Grizzlies auf dem Eis. Zudem kam er in der ECHL für die Toledo Storm zum Einsatz.

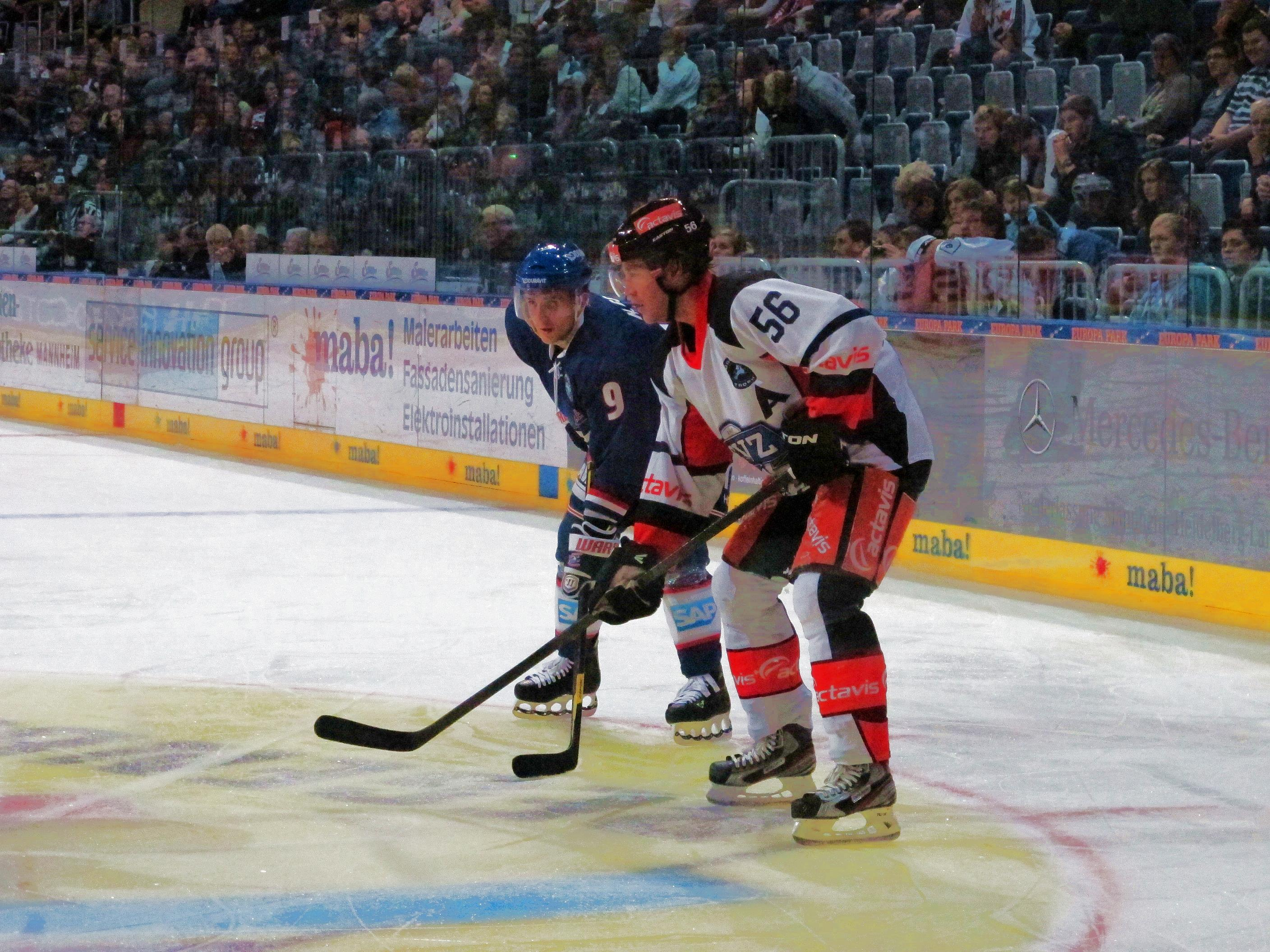
Timo Helbling (rechts) und Marcel Goc

Während des Lockouts in der NHL-Saison 2004/05 stand Helbling in seiner Schweizer Heimat bei den Kloten Flyers unter Vertrag. Daraufhin kehrte er nach Nordamerika zurück, wo er in der Saison 2005/06 für die Tampa Bay Lightning sein Debüt in der National Hockey League gab. In neun Spielen gab er dabei eine Vorlage. Die restliche Spielzeit verbrachte er jedoch bei deren Farmteam aus der AHL, den Springfield Falcons. Für die folgende Spielzeit unterschrieb der Nationalspieler bei den Washington Capitals. Er spielte aber vor allem für das Farmteam, die Hershey Bears. Anschliessend wurde von den Capitals zu den Sabres transferiert. Helbling spielte aber auch da ausschliesslich für das Farmteam, die Rochester Americans. Nach einer Spielzeit wechselte er zurück in die Schweiz und unterschrieb beim HC Lugano, bei dem er seither unter Vertrag steht. In der Saison 2009/10 war er der Spieler mit den meisten Strafminuten der gesamten Liga. Im November 2010 unterschrieb er einen Vertrag bei Oulun Kärpät in der SM-liiga.
Ab der Saison 2011/12 stand er für zwei Jahre beim EV Zug unter Vertrag, ehe er im Dezember 2012 einen Dreijahresvertrag bei Fribourg-Gottéron unterschrieb, der ab der Saison 2013/14 galt. Im April 2015 einigte sich Fribourg-Gottéron mit dem SC Bern auf einen Spielertausch, der Helbling nach Bern und Ryan Gardner im Gegenzug nach Fribourg brachte. Er gewann mit dem SCB den Meistertitel.
Zur Saison 2016/17 kehrte er zum EV Zug zurück. Zwei Jahre später wechselte er innerhalb der National League zu den SC Rapperswil-Jona Lakers. Im April 2019 beendete der für seine körperbetonte Spielweise bekannte Verteidiger seine Profilaufbahn und stieg beruflich in die Finanzwirtschaft ein.

### International
Helbling vertrat sein Heimatland erstmals bei der U18-Junioren-Weltmeisterschaft 1999. Es folgten im Juniorenbereich weitere Auftritte bei den U20-Junioren-Weltmeisterschaften 2000 und 2001.
Seinen zunächst einzigen Weltmeisterschaftsauftritt im A-Team bestritt er im Rahmen der Weltmeisterschaft 2006 in der lettischen Hauptstadt Riga. Vier Jahre später nahm er schliesslich an der Weltmeisterschaft 2010 in Deutschland teil. Helbling erhielt dabei am Ende der Viertelfinalpartie gegen die Gastgeber eine Matchstrafe, nachdem er über die Bande hinweg eine handgreifliche Auseinandersetzung mit dem deutschen Assistenztrainer Ernst Höfner provoziert hatte. Die Matchstrafe resultierte in einer automatischen Sperre von einem Spiel. Schließlich nahm er 2015 in Tschechien erneut an der Weltmeisterschaft teil.

## Erfolge und Auszeichnungen
- 2016 Schweizer Meister mit dem SC Bern

## Karrierestatistik

### International
Vertrat die Schweiz bei:
- U18-Junioren-Weltmeisterschaft 1999
- U20-Junioren-Weltmeisterschaft 2000
- U20-Junioren-Weltmeisterschaft 2001
- Weltmeisterschaft 2006
- Weltmeisterschaft 2010
- Weltmeisterschaft 2015

(Legende zur Spielerstatistik: Sp oder GP = absolvierte Spiele; T oder G = erzielte Tore; V oder A = erzielte Assists; Pkt oder Pts = erzielte Scorerpunkte; SM oder PIM = erhaltene Strafminuten; +/− = Plus/Minus-Bilanz; PP = erzielte Überzahltore; SH = erzielte Unterzahltore; GW = erzielte Siegtore; 1 Play-downs/Relegation; Kursiv: Statistik nicht vollständig)